# Regierung Friis
Die Regierung Friis (dän. regeringen Friis) unter Ministerpräsident Michael Pedersen Friis war vom 5. April 1920 bis zum 5. Mai 1920 die geschäftsführende Regierung Dänemarks. Amtierender König war Christian X.
Die Regierung Friis war bereits die zweite geschäftsführende Regierung seit dem Ende der Regierung Zahle II sowie das 29. Kabinett Dänemarks seit der Märzrevolution. Das Kabinett wurde vom König eingesetzt, nachdem er die von ihm zuvor eingesetzte Regierung Liebe entlassen hatte. Die Regierung Liebe war aus konservativen Juristen gebildet, die keine Politiker waren. Nach großen Protesten in der Osterkrise hatte sich der König dazu entschlossen sie abzusetzen.

## Kabinett
Es wurde der neue Ministerposten eines Sozialministers eingeführt. Die Regierung Friis setzte sich aus den folgenden Ministern zusammen:
- Ministerpräsident und Verteidigungsminister: M.P. Friis (1857–1944)
- Außenminister: O.C. Scavenius (1875–1945)
- Finanzminister: A.M. Koefoed (1867–1940)
- Innenminister: Henrik Vedel (1867–1932)
- Justizminister: F.C.G. Schrøder (1866–1936)
- Bildungsminister: P.J. Pedersen (1870–1962, Socialdemokraterne)
- Kirchenminister: C.E.A. Ammentorp (1862–1947)
- Minister für öffentliche Arbeiten: K. Riis-Hansen (1876–1937)
- Landwirtschaftsminister: O.C.S. Sonne (1859–1941)
- Handelsminister: H.P. Prior (1866–1936)
- Sozialminister: Jens Jensen (1859–1928, Socialdemokraterne)